# Evangelii gaudium
Evangelii gaudium (Radost Evanđelja) je apostolska pobudnica pape Franje iz 2013. godine pod nazivom "O naviještanju Evanđelja u današnjem svijetu". U svom uvodnom odlomku, papa Franjo pozvao je cijelu Crkvu "da započne novo poglavlje evangelizacije". Prema toj pobudnici, Crkva se mora shvatiti kao zajednica učenika misionara, koji su "trajno u stanju misije".
Evangelii gaudium dotiče se mnogih tema Franjina papinstva, uključujući obveze kršćana prema siromašnima i dužnost uspostavljanja i održavanja pravednog ekonomskog, političkog i pravnog poretka. Talijanski teolog Massimo Faggioli opisao pobudnicu kao „manifest pape Franje“ i „ Magnu Cartu za crkvenu reformu“.